# Lyngby Redningshus
Lyngby Redningshus är en tidigare dansk sjöräddningsstation i Lyngby i Nationalpark Thy i Thisteds kommun vid Nordsjökusten i Nordjylland. Den inrättades 1882 av Det Nørrejyske Redningsvæsen.
Räddningsstationen i Lyngby i Nationalpark Thy ligger vid Redningsvejen bakom stranddynerna. Till en början disponerade räddningsstationen enbart en raketapparat, men åren 1920–1946 hade fiskeläget också en räddningsbåt. Stationen blev nedlagd 1975. Både norr om och söder om Lyngby går den gamla Redningsvej, som anlades för att användas av räddningsmanskapet för att nå ut till en förlisning.
Räddningshuset ägs idag av Naturstyrelsen.